# 継続断行バラエティー アキトム! (編成困惑)
継続断行バラエティー アキトム! (編成困惑)（けいぞくだんこうバラエティー アキトム! かっこへんせいこんわく）は、2007年10月に放送を開始し、2008年3月まで放送していた、北海道放送（HBCラジオ）日曜昼のラジオ番組。通常は14時から17時までの放送であった。現在は「5丁目STATION アキトム! (3スタ生)」として放送中。

## 番組概要
以前放送されていた「時間変動バラエティー アキトム! ( )」の後継番組だが、放送内容はさほど変わっていない。午後2時から3時間の生放送である。
青森県のリスナーも多く、函館放送局の電波を受信し聞いている。
生電話に出演した人や印象に残るメールを投稿した人へのプレゼントとして「アキトムエコカイロ」というカイロが用意されていた。
2005年10月に番組を開始してから日曜日の午後に放送を続けてきたが、2008年3月31日から、「5丁目STATION アキトム! (3スタ生)」として毎週月曜日19:00～21:00の時間に移動することが2008年3月16日の放送で発表された。

## 出演者
- 小橋亜樹（アキ）
- 中野智樹（トム）

## コーナー
562万人の大質問
リスナーから寄せられた質問をラジオを聞いているみんなで解決しようという企画。
アキトムONLY YOU
リスナーが送るプロフィールからイメージを勝手に広げ、そのリスナーだけの番組を作っていこうという企画。
昼のドラマハウス
アキトムのコンビがラジオドラマを演じる。
カミトム
アキトムの一番人気のコーナー。中野智樹がリスナーから届く早口言葉を言う企画。中野はよく言葉を噛んでしまう癖があり、2年以上続いているこのコーナーでついに2008年1月13日に300カミを突破した。「シャンソン歌手」などといったサ行の言葉を苦手としている。
東京タワー三段活用
「オカンとボクと、時々、オトン」的に自分の生活を三段活用して表現する企画。
アキトムテレフォン
アキトムが突然リスナーに生電話をかける企画。電話したリスナーにはアキトムエコカイロが送られる。コーナー名が「アキトム突撃テレフォン」か「アキトム突然テレフォン」かはっきりしていない。
クイズ敏感力
番組内で4回（放送時間が短いときは3回）キーワードを混ぜたヒントトークを発表し（アキトムもキーワードはヒントトークをするときまで知らない）、その中に隠されたキーワードを敏感にキャッチし答えを連想する企画。最初に正解した人には番組特製グッズが送られる。

## 関連番組
- ベストテンほっかいどう
- 時間変動バラエティー アキトム! ( ) - この番組放送開始以前に放送されていた番組